# ホショード県
ホショード県（ホショードけん、モンゴル語：ᠬᠣᠱᠤᠳ
ᠰᠢᠶᠠᠨ　転写：qošüd siyan、ウイグル語：خوشۇت ناھىيىسى）は、中華人民共和国新疆ウイグル自治区バインゴリン・モンゴル自治州に位置する県。

## 行政区画
3鎮、3郷、1民族郷を管轄：
- 鎮：タブラグ・バルガス[1]（テウィルガ鎮、特吾里克鎮）、タガルチ鎮（塔哈其鎮）、チュク鎮（曲恵鎮）
- 郷：ネリンケル郷（乃仁克爾郷）、ソハト郷（蘇哈特郷）、シンタラ郷（新塔熱郷）
- 民族郷：ウッシャクタル回族郷（烏什塔拉回族郷）